# NGC 7714
NGC 7714 est une galaxie spirale barrée particulière située dans la constellation des Poissons. NGC 7714 a été découverte par l'astronome britannique John Herschel en 1830.

## Description
La vitesse de NGC 7714 par rapport au fond diffus cosmologique est de 2 430 ± 26 km/s, ce qui correspond à une distance de Hubble de 35,9 ± 2,5 Mpc (∼117 millions d'al).
La classe de luminosité de NGC 7714 est II et elle présente une large raie HI. De plus, elle est une galaxie à sursauts de formation d'étoiles et une galaxie LINER, c'est-à-dire une galaxie dont le noyau présente un spectre d'émission caractérisé par de larges raies d'atomes faiblement ionisés.
NGC 7714 renferme des régions d'hydrogène ionisé (HII) et figure dans le catalogue de galaxies de Markarian sous la cote MRK 538 (MK 538),.
À ce jour, cinq mesures non basées sur le décalage vers le rouge (redshift) donnent une distance de 28,280 ± 5,957 Mpc (∼92,2 millions d'al), ce qui est à l'intérieur des valeurs de la distance de Hubble.

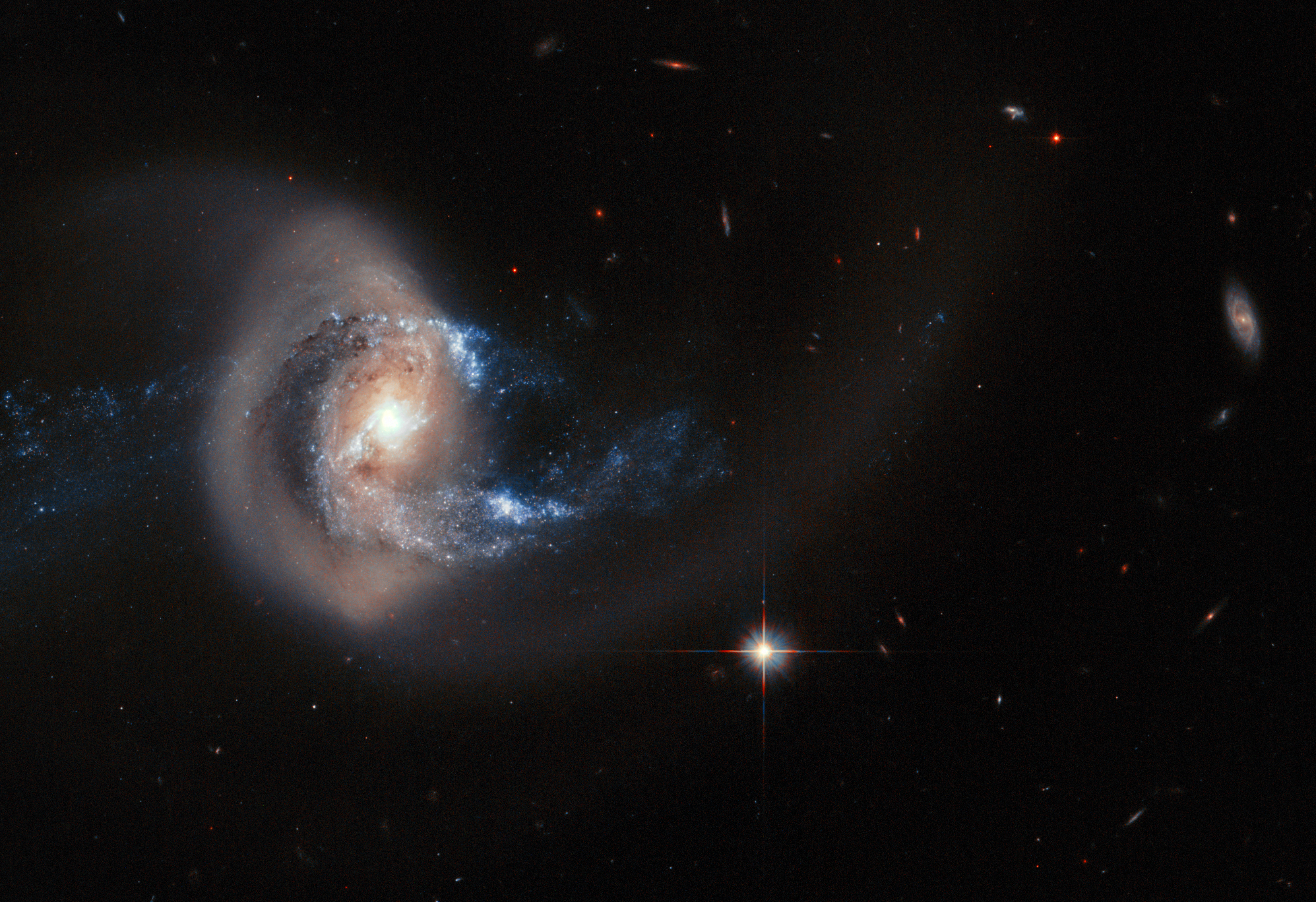
NGC 7714 par le télescope spatial Hubble.

## Interaction avec NGC 7715
NGC 7714 forme une paire de galaxies en interaction gravitationnelle avec NGC 7715. La paire figure dans l'atlas des galaxies particulières d'Halton Arp sous la cote Arp 284. 
La collision entre les deux galaxies aurait commencée il y a entre 100 et 200 millions d'années. On pense qu'elles ne se sont pas parfaitement percutées en leur centre, mais plutôt d'une manière décentrée, ce qui dans le cas contraire aurait pu donner naissance à une galaxie en anneau. Les deux galaxies, telles qu'elles sont observées aujourd'hui depuis la Terre, sont reliées par un pont de gaz et d'étoiles, dans lequel a lieu un transfert de matière de NGC 7715 vers sa compagne. 
L'âge des amas d'étoiles situés dans les queues de marée de NGC 7714 est estimé à environ 20 millions d'années. La galaxie contient par ailleurs un grand nombre d'étoiles de Wolf-Rayet. 

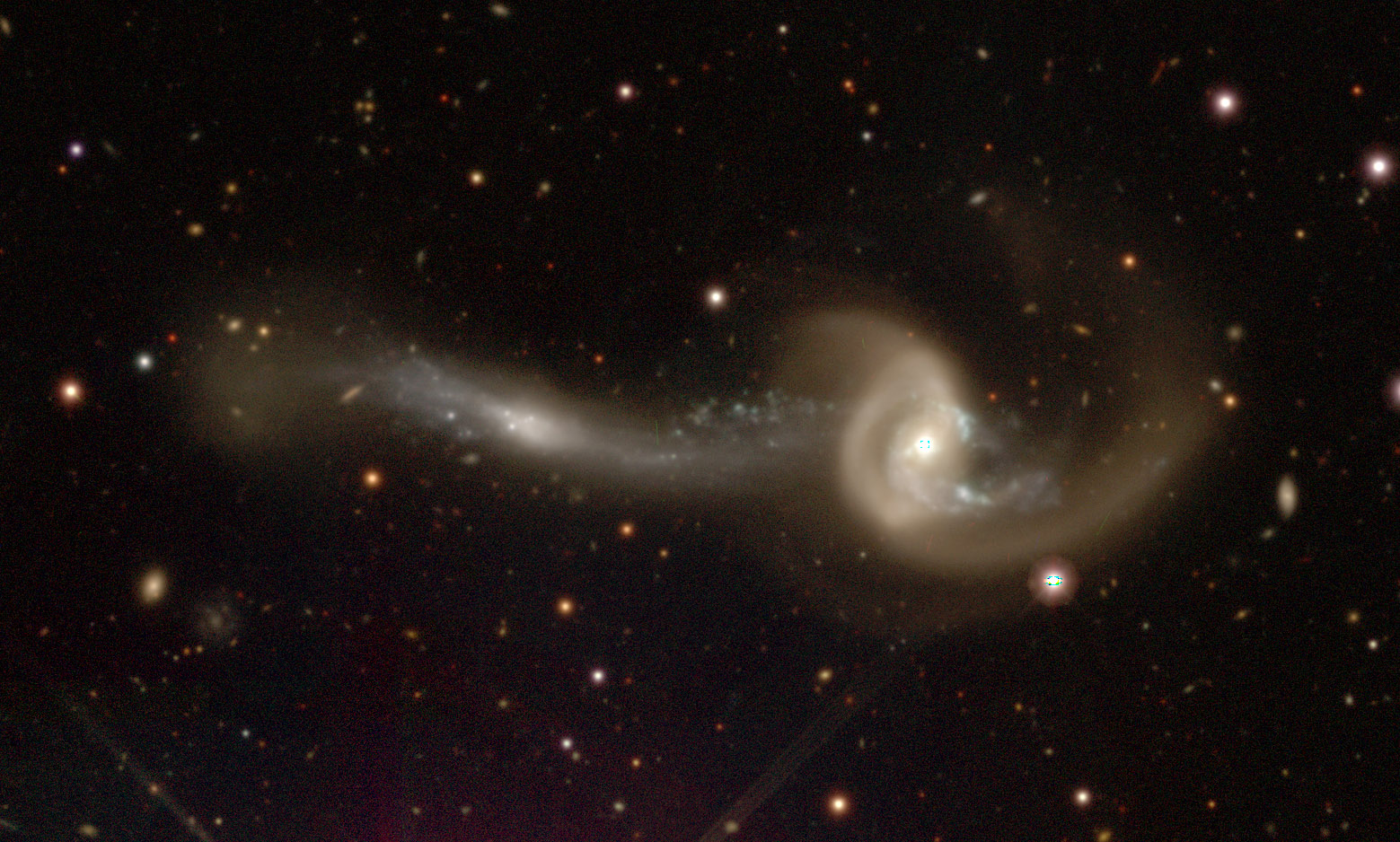
NGC 7714 et NGC 7715 (Arp 284) par le projet « Legacy Surveys DR10 ».

## Supernova
Trois supernovas, et possiblement une quatrième (voir plus bas), ont été observées dans NGC 7714: SN 1999dn, SN 2007fo et SN 2023pso.

### SN 1999dn
Cette supernova a été découverte le 19 aout 1999 par Y. L. Qiu et al. de l'observatoire astronomique de Pékin (BAO), en Chine. D'une magnitude apparente de 16,0 au moment de sa découverte, elle était de type Ib/c.

### SN 2007fo
Cette supernova a été découverte le 9 juillet 2007 par H. Khandrika et W. Li, dans le cadre du programme LOSS (Lick Observatory Supernova Search) de l'observatoire Lick. D'une magnitude apparente de 18,2 au moment de sa découverte, elle était de type Ib/c.

### SN 2023pso
Cette supernova a été découverte le 7 aout 2023 par le projet robotisé GOTO. D'une magnitude apparente de 17,15 au moment de sa découverte, elle était de type Ib.

### Autre
Une supernova candidate d'une magnitude apparente de 17,3 fut observée dans NGC 7714 le 5 septembre 1998. Des observations ultérieures (novembre 2000) n'ont cependant détecté la présence d'aucun objet susceptible d'en être la cause, à l'emplacement indiqué de la supernova.

## Groupe de NGC 7716
NGC 7714 est membre du groupe de NGC 7716. Ce groupe de galaxies renferme au moins 5 membres. Les autres galaxies sont NGC 7715, NGC 7716, UGC 12690 et 12709.